# Sparasion rivulorum
Sparasion rivulorum är en stekelart som beskrevs av Mikhail Vasilievich Kozlov och Kononova 1990. Sparasion rivulorum ingår i släktet Sparasion och familjen Scelionidae. Inga underarter finns listade i Catalogue of Life.